# 3 Korpus Kawalerii (ZSRR)

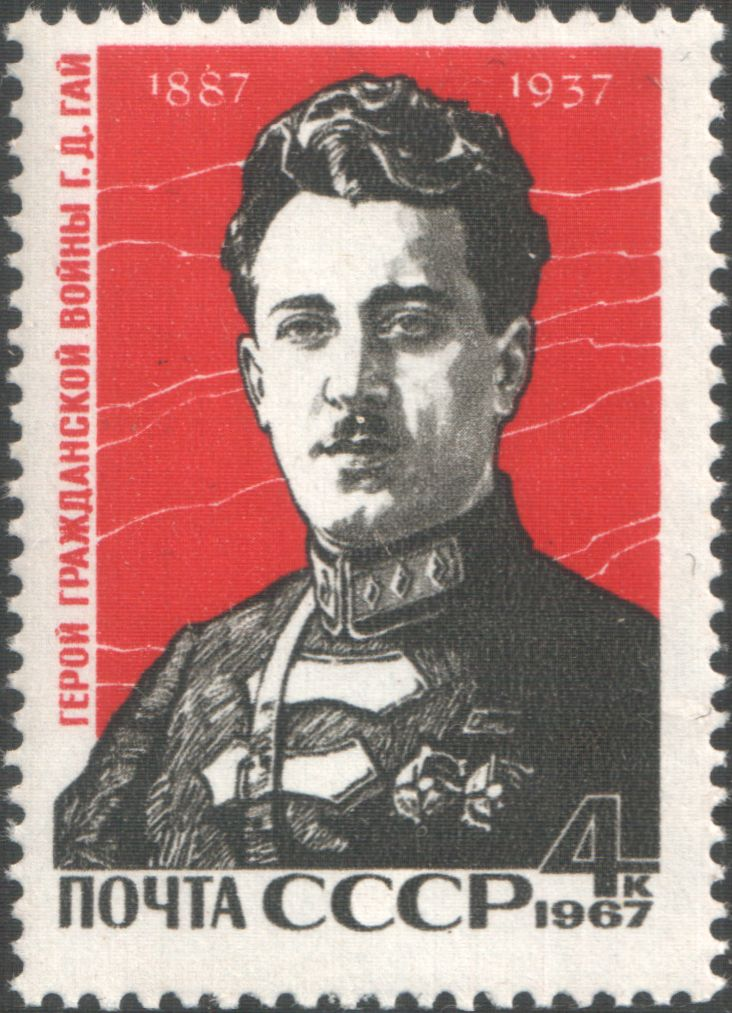
Gaja Gaj, pierwszy dowódca 3 KKaw. na znaczku pocztowym z 1967

3 Korpus Kawalerii (ros. 3-й кавалерийский корпус) – oddział kawalerii Armii Czerwonej.
3 Korpus Kawalerii (3 KKaw.) sformowany został w 1924. W 1939 roku wchodził w skład 11 Armii i wraz z wojskami III Rzeszy i Słowacji od 17 września brał udział w ataku na Polskę. 3 KKaw., którego pełna nazwa brzmiała 3 Korpus Kawalerii imienia Białoruskiej SRR (3-й кавалерийский корпус имени Белорусской ССP) został rozwiązany w 1940.
Ponownie sformowany został 20 listopada 1941 na bazie kawaleryjskiej Grupy Dowatora, jednak już 26 listopada 1941 został przekształcony w 2 Gwardyjski Korpus Kawalerii.

## Dowództwo korpusu
Dowódcy:
- Gaja Gaj (1924–1925),
- Siemion Timoszenko (1925–1933),
- Leonid Weiner (1933–1935),
- Daniił Serdicz (1935–1937),
- Gieorgij Żukow (1937–1938),
- komdiw Jakow Czeriewiczenko (1938–1940),
- gen. mjr Lew Dowator (20.11.1941 – 26.11.1941[3])

Szefowie sztabu:
- płk Dmitrij Samarski[2]

## Struktura organizacyjna
Skład w czasie kampanii wrześniowej:
- 7 Dywizja Kawalerii
- 36 Dywizja Kawalerii